# Hueso cuneiforme intermedio
El hueso cuneiforme intermedio o segundo cuneiforme está situado entre los otros dos huesos cuneiformes (el medial y el lateral), y se articula con el navicular posteriormente y con el segundo metatarsiano anteriormente.

## Imágenes adicionales

Huesos del pie.
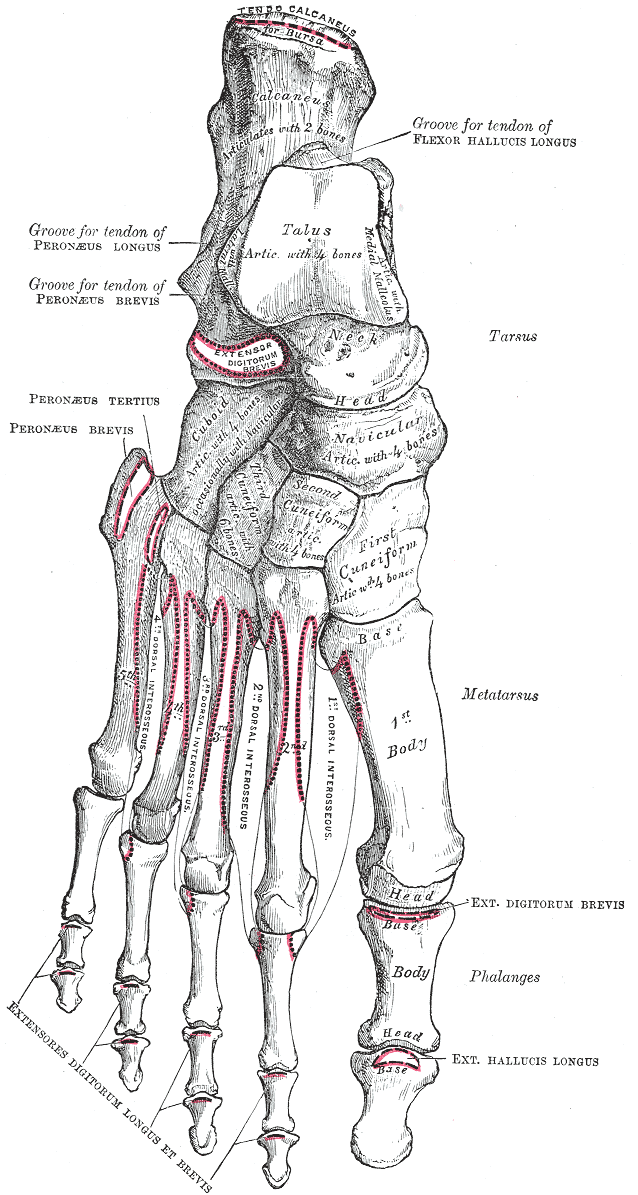
Huesos del pie derecho. Superficie dorsal.
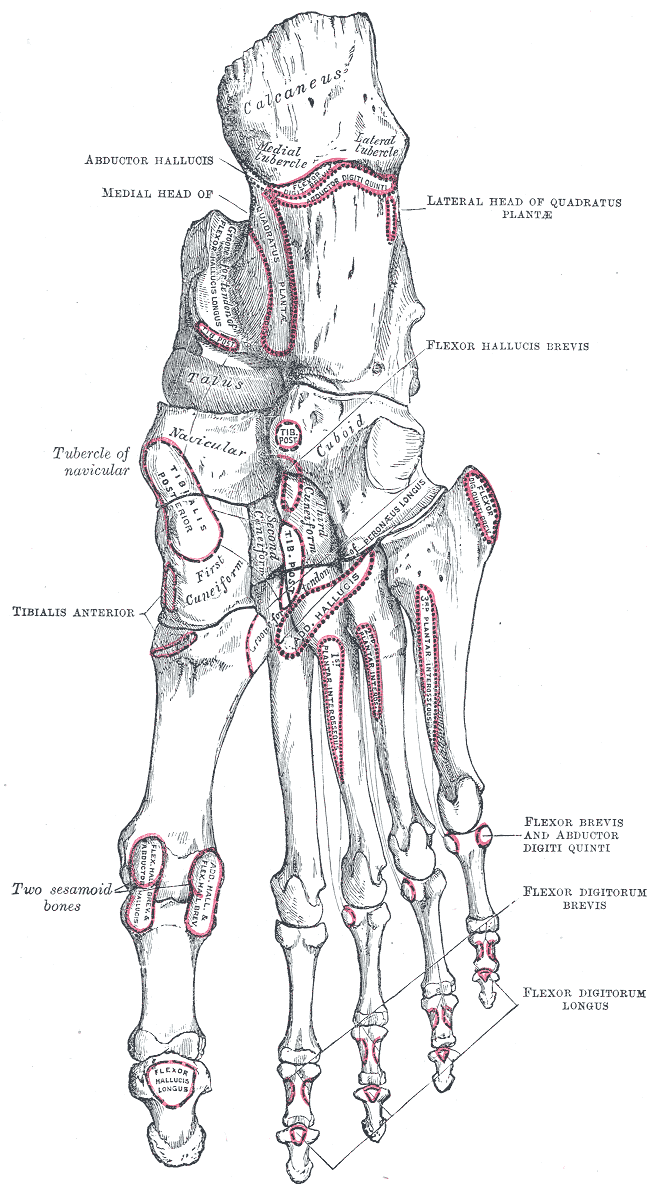
Huesos del pie derecho. Superficie plantar.